# 蝙蝠侠归来
《蝙蝠俠大顯神威》（英語：Batman Returns）是一部於1992年上映的美國超級英雄電影，由提姆·波頓執導，丹尼爾·沃特斯編劇，麥可·基顿、丹尼·德维托、米歇尔·法伊弗及克里斯多夫·華肯主演。劇情根據DC同名漫畫《蝙蝠俠》改編，為1989年電影《蝙蝠俠》的續集，以及蝙蝠俠系列電影的第二部。

## 劇情
一個白雪茫茫的聖誕夜，高譚市中一對極有權勢的塔克和愛絲特·科波特夫婦生下一個畸形嬰兒，起名為奧斯華。夫妻倆認為他的存在可能會形成醜聞，於是偷偷將他連帶搖籃一起丟進公園下水道中遺棄，奧斯華的搖籃順著下水道沖至附近廢棄動物園的極地展覽館，最後被一群生活在展覽館中的企鵝群體發現。33年後，小丑混亂已過去三年，高譚市民聚在市政廳前慶祝聖誕節，但一群奇形怪狀的馬戲團武裝罪犯「紅三角幫」襲擊派對現場。布魯斯·韋恩看到信號後化身蝙蝠俠到場解圍，但紅三角幫還是綁走不法商人麥斯·史瑞克，帶至如今變成「企鵝人」的奧斯華面前。企鵝人聲言他需要麥斯幫助來回歸地面、奪回屬於他的一切，並威脅麥斯若不合作就會公開他生意上所有的不法行為。
麥斯的女秘書瑟琳娜·凱爾發現麥斯打算靠即將建造的發電廠來非法獨佔城市電力的真正目的，導致她被麥斯推下高樓至一條小巷作為滅口。摔至重傷昏迷的瑟琳娜被一群野貓圍繞，突然清醒後形成多重人格，回家後突然發瘋而將公寓摔個七零八落，並製作一條皮鞭和黑色服裝成為「貓女」。企鵝人和麥斯合作上演綁架市長的嬰兒、再由企鵝人營救他而獲得城市媒體的愛戴。作為答謝，企鵝人被允許進入城市市民文檔庫查詢，知道他的真實姓名以及他早已去世的父母，最後到父母墓前祭拜他們。麥斯由於建立發電廠的提案沒被市長批准，決定推選企鵝人當上市長來謀利。
企鵝人命令紅三角幫大肆破壞城市，藉以摧毀現任市長名聲、再達到賊喊捉賊的目的，讓自己獲得正當理由做市長。布魯斯化身蝙蝠俠見到企鵝人，但兩人的談話被剛炸毀麥斯商店的貓女打斷。企鵝人逃走後，蝙蝠俠便追趕貓女，最後在打鬥時不慎使貓女掉下樓，卻掉進一輛卡車中而逃過一劫。因為被蝙蝠俠“殺過一次”，瑟琳娜前去找企鵝人合作摧毀蝙蝠俠的名聲，合作綁架城市選美冠軍冰雪公主，在現場留下一個蝙蝠鏢假造蝙蝠俠犯案的證據。布魯斯縱身去尋找公主，但紅三角幫趁機在蝙蝠車安裝一個遠程控制器而讓企鵝人控制開車。蝙蝠俠沒救到公主，反而目睹她墜下高樓摔死，還讓圍觀的市民誤以為是蝙蝠俠動的手。當瑟琳娜拒絕繼續跟企鵝人合作後，她被企鵝人誘騙握住他具有飛行功能的雨傘，直升空中後掉進一座溫室中，本應摔死卻還是活下來。
回到蝙蝠車上的蝙蝠俠卻因車被企鵝人遠程遙控，在城市裡橫衝直撞，他趁機錄下企鵝人喊出的一系列嘲諷城市之真實想法，最後拔下控制器逃回蝙蝠洞。在企鵝人舉辦的新聞發佈會上，布魯斯以其人之道還治其人之身，遠程播放企鵝人的錄音，一舉摧毀他長久建立的形象。身敗名裂的企鵝人逃回下水道，決定靠綁架城市政商名流的長子們來復仇。在麥斯舉辦的變裝舞會上，布魯斯和瑟琳娜遇見雙方，並互相推斷出對方的秘密身份。這時，企鵝人襲擊派對，宣佈他綁架小孩的陰謀後，準備將麥斯的兒子也一同帶走，但麥斯代替兒子而自願被他帶走。蝙蝠俠在紅三角幫綁架城市嬰兒時解救他們，勃然大怒的企鵝人在將他養大的所有企鵝身上安裝導彈發射器，讓牠們集體通過下水道聚集在市政廳前，打算一舉炸死城市所有的政商名流。
蝙蝠俠通過信上的追蹤器查到企鵝人的藏身處，駕駛蝙蝠水上快艇前去，和管家阿福進行干擾信號，誘導所有企鵝全部打道回府。由於蝙蝠俠即將前來，企鵝人坐上自己的鴨子船逃跑，蝙蝠俠借機沖出下水道劫住企鵝人。當兩人僵持不下時，蝙蝠俠用信號讓趕回來的眾企鵝發射導彈炸毀動物園，企鵝人不慎失足跌進展覽館水池中。瑟琳娜準備對麥斯報仇時，布魯斯拿下面具本打算說服她收手，但瑟琳娜還是決定一意孤行。麥斯拿手槍後對她連開四槍，然而瑟琳娜單靠自己像貓一樣擁有的“九條命”而堅持下來，最後用電擊棒加上自身來將一旁的高壓電導至麥斯身上，使他徹底被電焦致死，瑟琳娜卻不見蹤影。企鵝人因現場爆炸升高溫度而瀕臨死亡，試圖拿武器反擊失手後不支倒地，最後由六隻皇帝企鵝將其遺體送進水中“安葬”。
事後，布魯斯坐著阿福的轎車在街上行駛時，突然在街角注意到瑟琳娜的影子，下車去街角查看後只找到一隻黑貓，最後認定是自己看錯而將黑貓抱回去撫養。布魯斯回車上離開不久後，當時生還的瑟琳娜著裝貓女出現在樓頂，目視著蝙蝠信號在空中亮起。

## 演員
- 麥可·基顿 飾演 布鲁斯·韋恩 / 蝙蝠俠
- 丹尼·德维托 飾演 奧斯華·科波特 / 企鵝人
- 蜜雪兒·菲佛 飾演 瑟琳娜·凱爾 / 貓女
- 克里斯多夫·華肯 飾演 麥斯·史瑞克
- 麥可·高福 飾演 阿福·潘尼沃斯
- 帕特·亨格爾 飾演 詹姆斯·高登局長
- 麥可·墨菲（英语：Michael Murphy (actor)） 飾演 高譚市市長

## 評價
儘管電影遭批評劇情過於黑暗及充滿暴力，不過仍收穫了普遍影評人的好評。根據爛蕃茄上收集的71篇專業影評文章，其中57篇給出了「新鮮」的正面評價，「新鮮度」為80%，平均得分6.7分（滿分為10分）。

## 票房
《蝙蝠俠大顯神威》於1992年6月19日在美國發行。首映週末在2,644家劇院收穫了4569萬美元，位居1992年最高的首週末收入。該片在北美市場的總票房為1.6283億美元，其他地區1.04億美元，全球總計2.6683億美元，成為1992年總票房最高的電影。

## 榮譽
電影中的反派角色貓女和企鵝人分別被提名至2003年，美國電影學會評選的AFI百年百大英雄與反派中，但皆未能獲選，《蝙蝠俠大顯神威》也名列由帝國雜誌選出，前500名最偉大電影中的第401名。
| 頒獎典禮           | 獎項         | 名字                                                   | 結果 |
| ------------------ | ------------ | ------------------------------------------------------ | ---- |
| 第65屆奧斯卡金像獎 | 最佳視覺效果 | 麥可·L·芬克、克萊格·巴朗、約翰·布魯諾與丹尼斯·斯科達克 | 提名 |
| 第65屆奧斯卡金像獎 | 最佳化妝     | 維·尼爾、羅尼·斯佩克特與斯坦·溫斯頓                    | 提名 |